# كانتون أولميدو
كانتون أولميدو (بالإنجليزية: Olmedo Canton, Manabí)‏ هو كانتون في الإكوادور، يتبع مقاطعة مانابي. بلغ عدد سكانها في تعداد عام 2010 9,844 نسمة. ينقسم إلى أبرشيات.

## السكان
المجموعات العرقية اعتبارًا من التعداد الإكوادوري لعام 2010:
| العرقية               | النسبة |
| --------------------- | ------ |
| مونتوبيو              | 57.8%  |
| ميستيثو               | 34.6%  |
| اللاتينيون            | 4.1%   |
| الإكوادوريون الأفارقة | 3.4%   |
| السكان الأصليون       | 0.1%   |
| أخرى                  | 0.1%   |